# أنور الآغا
أنور حمتو قاسم محمد قاسم الآغا دبلوماسي فلسطيني، عمل سفيرًا لدولة فلسطين لدى سريلانكا، وجزر المالديف، وماليزيا، بروناي، والفلبين وتايلاند.

## حياته
وُلد في 3 أبريل 1967 بمدينة خان يونس إبان فترة الإدارة المصرية لقطاع غزة لأسرة تسكن بلدة القرارة قرب خان يونس.
تخرج من جامعات الفلبين وحصل على درجات البكالوريوس والماجستير والدكتوراه.
عمل محاضرًا غير متفرغ لدى جامعة الأزهر في غزة وجامعة الأقصى.
عُين في سبتمبر 2005، سفيرًا لدولة فلسطين لدى سريلانكا وفي 28 فبراير 2006 سلم أوراق اعتماده. استمر في المنصب حىتى عام 2014.
في 8 يناير 2007، سلم أوراق اعتماده سفيرًا غير مقيم لدولة فلسطين لدى جزر المالديف. استمر في المنصب حىتى عام 2018.
في 23 يونيو 2014، سلم أوراق اعتماده إلى ملك ماليزيا. استمر في المنصب حىتى عام 2018.
في 4 مارس 2015، سلم أوراق اعتماده إلى سلطان بروناي حسن البلقية سفيرًا مفوضًا فوق العادة وغير مقيم لدولة فلسطين. استمر في المنصب حىتى عام 2018.
في 15 يونيو 2015، سلم أوراق اعتماده إلى رئيس جمهورية الفلبين بينينو أكينو سفيرًا مفوضًا فوق العادة وغير مقيم لدولة فلسطين. استمر في المنصب حىتى عام 2018.
في 26 أغسطس 2015، سلم أوراق اعتماده إلى ولي عهد مملكة تايلاند ماها فاجير الونجكورن سفيرًا مفوضًا فوق العادة وغير مقيم لدولة فلسطين. استمر في المنصب حىتى عام 2018.
استشهد والده وعدد من أفراد أسرته في مارس 2024 جراء الحرب الإسرائيلية على قطاع غزة 2023–2024.